# Селезнёв, Виктор Сергеевич
Виктор Сергеевич Селезнев (род. 1 апреля 1951 года, Петропавловск Северо-Казахстанской области) — советский и российский учёный в области сейсмологии, инженерной сейсмологии, глубинных сейсмических исследований.
Доктор геолого-минералогических наук (1995 г.).

## Биография
Окончил Геолого-геофизический факультет Новосибирского государственного университета (1973).
С 1973 по 1984 гг. работал в Институте геологии и геофизики СО АН СССР (Новосибирск), с 1984 г. — в Новосибирской опытно-методической вибросейсмической экспедиции СО РАН в должности начальника партии, а затем главного геофизика.
В 1995 году создал и по 2016 год возглавлял Геофизическую службу СО РАН.
С 2016 года — заместитель директора Федерального государственного бюджетного учреждения науки Федерального исследовательского центра «Единая геофизическая служба Российской академии наук» (ФИЦ ЕГС РАН), директор Сейсмологического филиала , руководитель научного направления ФИЦ ЕГС РАН.

## Избранные публикации
Селезнёв В. С. — автор и соавтор около 400 работ, в том числе десяти коллективных монографий и восьми патентов на изобретение.
- Пузырев Н. Н., Бабаян Г. Д., Бочанов А. И., Егоров Г. В., Крылов С. В., Кузнецов В. Л., Мандельбаум М. М., Мишенькин Б. П., Монастырев В. К., Рудницкий А. Л., Суворов В. Д., Чичинин И. С., Методика и аппаратура для региональных сейсмических исследований в труднодоступной местности и их применение в Сибири // Наука. Сиб. отд-ние, Новосибирск — 1978. — Тр. ИГиГ СО АН СССР. — Вып. 389. — 205 с.[6]
- Соловьев В. М., Чечельницкий В. В., Сальников А. С., Селезнев В. С., Лисейкин А. В., Галева Н. А. Особенности скоростного строения верхней мантии Забайкалья на участке Монголо-Охотского орогенного пояса // Geodynamics and Tectonophysics = Геодинамика и тектонофизика: Электронный журнал. — 2017. — Т. 8. — № 4. — С. 1065—1082[7]
- Селезнев В. С., Курзин В. Б., Лисейкин А. В., Громыко П. В. О собственных акустических колебаниях в водоводах гидротурбин Саяно-Шушенской ГЭС // Гидротехническое строительство. — 2016. — № 7. — С. 41-45[8]
- Соловьев В. М., Селезнев В. С., Сальников А. С., Шибаев С. В., Тимофеев В. Ю., Лисейкин А. В., Шенмайер А. Е. Особенности сейсмического строения области сочленения Евразийской и Охотоморской плит на востоке России (в створе опорного профиля 3ДВ) // Геология и геофизика. — 2016. — Т. 57. — № 11. — С. 2044—2058[9]
- Solovev V.M., Seleznev V.S., Salnikov A.S., Shibaev S.V., Timofeev V.Y., Liseikin A.V., Shenmaier A.E. Deep seismic structure of the boundary zone between the Eurasian and Okhotsk plates in eastern Russia (along the 3DV deep seismic sounding profile) // Russian Geology and Geophysics. — 2016. — Т. 57. — № 11. — С. 1613—1625[10]
- Брыксин А. А., Селезнев В. С. Изменение амплитудного спектра сейсмоакустической эмиссии при мощном вибрационном воздействии // Геология и геофизика. — 2015. — Т. 56. — № 11. — С. 2067—2075[11]
- Селезнев В. С., Лисейкин А. В., Еманов А. А., Белинская А. Ю. Геофизические наблюдения во время пролета метеороида «Челябинск» // Геология и геофизика. — 2014. — Т. 55. — № 3. — С. 516—522[12]
- Еманов А. Ф., Еманов А. А., Лескова Е. В., Селезнев В. С., Фатеев А. В. Тувинские землетрясения 27.12.2011 Г., ML = 6.7 И 26.02.2012 Г., ML = 6.8 и их афтершоки // Доклады РАН. — 2014. — Т. 456. — № 2. — С. 223—226[13]
- Seleznev V.S., Liseikin A.V., Bryksin A.A., Gromyko P.V. What Caused the Accident at the Sayano-Shushenskaya Hydroelectric Power Plant (SSHPP): A Seismologist’s Point of View // Seismological Recearch Letters. — 2014. — Т. 85. — № 4. — С. 817—824[14]
- Соловьев В. М., Селезнев В. С., Сальников А. С., Кашубина Т. В., Шенмайер А. Е. Использование эффективных сейсмических моделей сред при работах ГСЗ на опорных профилях в восточной части России // Геология и минерально-сырьевые ресурсы Сибири. — 2014. — № 4. — С. 74-86[15].
- Крылов С. В., Мандельбаум М. М., Мишенькин Б. П., Мишенькина З. Р., Петрик Г. В., Селезнёв В.С «Недра Байкала (по сейсмическим данным)»[16],
- Алексеев А. С., Геза Н. И., Еманов А. Ф., Кашун В. Н., Ковалевский В. В., Манштейн А. К., Михайленко Б. Г., Селезнев В. С., Сердюков С. В., Собисевич А. Л., Собисевич Л. Е., Соловьев В. М., Хайретдинов М. С., Чичинин И. С., Юшин В. И. «Активная сейсмология с мощными вибрационными источниками» ISBN 5-901548-22-1; Издательство: Изд-во СО РАН, ф-л, год: 2004
- Крылов С. В., Кульчинский Ю. В., Мандельбаум М. М., Мишенькин Б. П., Мишенькина З. Р., Петрик Г. В., Селезнев В. С., Сергеев В. Н., Соловьев В. М., Суворов В. Д., Тен Е. Н., Шелулько И. Ф. «Детальные сейсмические исследования литосферы на Р- и S-волнах», Издание: Наука, Новосибирск, 1993 г., 199 стр., УДК: 550.834.42+550.34, ISBN 5-02-030478-6[17]
- Алексеев А. С., Глинский Б. М., Еманов А. Ф., Кашун В. Н., Ковалевский В. В., Манштейн А. К., Селезнев В. С., Сердюков С. В., Соловьев В. М., Собисевич А. Л., Собисевич Л. Е., Хайретдинов М. С., Чичинин И. С., Юшин В. И. Новые геотехнологии и комплексные геофизические методы изучения внутренней структуры и динамики геосфер. Вибрационные геотехнологии // Региональная общественная организация ученых по проблемам прикладной геофизики — М. — 2002. — 470 с[18]
- Соловьев В. М., Сальников А. С., Селезнев В. С., Елагин С. А., Романенко И. Е., Галева Н. А. Глубинные сейсмические исследования на Байкало-Патомском фрагменте восточного участка опорного профиля 1-СБ // Интерэкспо ГЕО-Сибирь-2017. XIII Междунар. науч. конгр. (г. Новосибирск, 17-21 апреля 2017): Междунар. науч. конф. «Недропользование. Горное дело. Направления и технологии поиска, разведки и разработки месторождений полезных ископаемых. Экономика. Геоэкология»: Сборник материалов в 4 т.. — 2017. — Т. 4. — С. 106—112[19].

## Научные результаты
В 1995 году В. С. Селезнев создал из пяти сибирских геофизических экспедиций научно-технологический институт «Геофизическая служба СО РАН», который возглавлял до 2016 г. В 2016 г. по инициативе В. С. Селезнева и член.-корр. А. А. Маловичко были объединены ГС СО РАН и ГС РАН и образован Федеральный исследовательский центр «Единая геофизическая служба РАН».
Под руководством В. С. Селезнева расширена и оснащена современной регистрирующей аппаратурой наблюдательная сейсмологическая сеть в сейсмоопасных регионах Сибири, созданы новые и получили развитие прогностические геофизические полигоны в Алтае-Саянском регионе, Байкальской рифтовой зоне и в Якутии, развиты технологии активного геофизического мониторинга и детальных глубинных сейсмических исследований с мощными стационарными и передвижными вибраторами. Он автор ряда технических идей, ставших основой для создания в Сибири центров сбора и обработки сейсмологической информации.
Под руководством Селезнёва В. С. разработана технология детальных инженерно-сейсмологических исследований зданий и сооружений, основанная на изучении стоячих волн.
Под руководством Селезнева В. С. разработана технология речных сейсморазведочных и электроразведочных работ, в том числе в условиях сверхмалых глубин (1-3 м), реализованы в производственном масштабе речные сейсморазведочные работы на реках Енисей, Вах, Обь, Лена, Нижняя Тунгуска и др.
В последние годы В. С. Селезнев развивает методы выделения из сейсмических шумов малоамплитудных сигналов и использования их для изучения строения земной коры и различных процессов, протекающих в земной коре, зданиях, сооружениях и работающем оборудовании.
После аварии на Саяно-Шушенской ГЭС в 2009 году, В. С. Селезнев, в составе правительственной комиссии, принимал участие в выяснении причин аварии, разработав методы дистанционного контроля оборудования по данным сейсмологических станций.
Селезнев В. С. участвовал в работе более 40 международных конференций и многих всероссийских совещаний. Входил в программные комитеты крупных международных конференций и симпозиумов.
Он автор и соавтор около 400 работ, в том числе десяти коллективных монографий и восьми патентов на изобретение.
Селезнев В. С. ведет научно-организационную работу. Он является членом редколлегии журнала «Геология и геофизика» и «Российского сейсмологического журнала», председателем Сибирской секции Научного совета по сейсмологии РАН и Ученого совета ФИЦ ЕГС РАН, членом Объединённого ученого совета по наукам о Земле СО РАН, членом двух диссертационных советов.
Виктору Сергеевичу Селезневу присвоено почетное звание «Заслуженный ветеран Сибирского отделения РАН», он награждён почетными грамотами Российской академии наук и Сибирского отделения Российской академии наук, памятными знаками в честь 110, 115 и 120-летия г. Новосибирска, медалями ордена «За заслуги перед Отечеством» II и I степени.

## Судебный приговор
29 января 2018 года он и его 37 летний сын были признаны виновными в растрате и пособничестве в растрате имущества с использованием своего служебного положения в особо крупном размере.По договору (на 5 508 559.97 рублей) с Новосибирской ГЭС необходимо было сделать 4 сейсмологические станции. Сделали и сдали заказчику 5 станций. Система мониторинга работает до настоящего времени. Приговором Советского районного суда было решено, что украдено 1 242 930 рубля и Селезнев В.С. был приговорен к 3 годам лишения свободы условно с испытательным сроком 2 года, а его сын, Антон Селезнев, являющийся учредителем и директором ООО «Геофизическая служба», приговорен к 3 годам лишения свободы условно с испытательным сроком 2 года. Приговор в законную силу вступил. Стоимость строительства одной станции с установкой аппаратуры компании “Guralp Systems Limited “ можно найти в интернете.